# Castellare-di-Casinca
Castellare-di-Casinca (en corso U Castellà di Casinca) es una comuna y población de Francia, en la región de Córcega, departamento de Alta Córcega, distrito de Bastia y cantón de Vescovato.
Su población en el censo de 1999 era de 554 habitantes.

## Demografía
| 391 | 404 | 615 | 360 | 389 | 498 |
| Para los censos de 1962 a 1999 la población legal corresponde a la población sin duplicidades (Fuente: INSEE [Consultar]) |     |     |     |     |     |